# Laelia ada
Laelia ada är en fjärilsart som beskrevs av Embrik Strand 1914. Laelia ada ingår i släktet Laelia och familjen tofsspinnare. Inga underarter finns listade i Catalogue of Life.